# بخش میل‌کریک (شهرستان یونین، اوهایو)
بخش میل‌کریک (به انگلیسی: Millcreek Township) یک منطقهٔ مسکونی در ایالات متحده آمریکا است که در شهرستان یونیون، اوهایو واقع شده‌است.
 بخش میل‌کریک ۵۵٫۹ کیلومتر مربع مساحت و ۱٬۳۰۵ نفر جمعیت دارد و ۲۹۷ متر بالاتر از سطح دریا واقع شده‌است.